# Чепеле
Чепеле (пол. Czepiele) — село в Польщі, у гміні Кузьниця Сокульського повіту Підляського воєводства.
Населення — 103 особи (2011).
У 1975-1998 роках село належало до Білостоцького воєводства.

## Демографія
Демографічна структура станом на 31 березня 2011 року:
|          | Загалом | Допрацездатний вік | Працездатний вік | Постпрацездатний вік |
| -------- | ------- | ------------------ | ---------------- | -------------------- |
| Чоловіки | 56      | 10                 | 42               | 4                    |
| Жінки    | 47      | 8                  | 24               | 15                   |
| Разом    | 103     | 18                 | 66               | 19                   |